# Капандор
Капандор — река, протекающая по территории Вахдатского района Районов республиканского подчинения Таджикистана. Правый приток реки Сардаи-Миёна (бассейн Кафирнигана). Самые крупные левые притоки — Арху (Обиарху, 20 км) и Лойлякуль (19 км).
Длина — 32 км. Площадь водосбора — 431 км². Количество рек протяжённостью менее 10 км расположенных в бассейне Капандор — 58, их общая длина составляет 90 км.